# 黄埠镇 (上犹县)
黄埠镇，是中华人民共和国江西省赣州市上犹县下辖的一个乡镇级行政单位。

## 行政区划
黄埠镇下辖以下地区：
黄沙村、上丰村、丰岗村、南村、感坑村、坑中村、合溪村、岩坑村、东塘村和龙头村。